# Francesco Tamassia
Francesco Tamassia (Revere, 1816 – Mantova, 30 ottobre 1896) è stato un notaio e numismatico italiano.

## Biografia
Di famiglia agiata, dopo aver studiato giurisprudenza, aveva esercitato a Mantova la professione di notaio. In questo periodo il suo studio fu frequentato da Ippolito Nievo, la cui famiglia desiderava intraprendesse quella professione. Verso il 1859 lasciò Mantova, e si trasferì a Bozzolo, dove non esercitò più e si dedicò agli studi storici, numismatici e archeologici, in particolare legati alla storia del mantovano.
Già da giovane aveva iniziato a raccogliere materiali e reperti su questi temi. Nel 1866 tornò a Mantova e fu anche eletto rappresentante di Revere al Consiglio provinciale.
Divenne membro della Accademia Virgiliana, e Società Storica Lombarda. Fece parte della Commissione conservatrice degli oggetti d'arte e dei monumenti, e fu nominato dal comune alla Commissione di vigilanza sopra l'Archivio storico Gonzaga.